# Zoombis: Animales de la Muerte
Zoombis: Animales de la Muerte es un videojuego perteneciente al género de disparos para las plataformas iOS y Android desarrollado por la empresa High Voltage Software. MTV Games es el editor del videojuego.

## Jugabilidad
Zombis: Animales de la Muerte ha sido descrito como un videojuego de estilo "Smash TV", loco, exagerado y horripilante, con multijugador.
En el juego, el jugador toma el control de Marco o María Mendoza, los nietos del dueño de un zoológico en México, donde los animales se han convertido en zombis. El jugador no solo debe matar a los animales infectados, sino que también debe recapturar a los que no estén infectados y que estén sueltos en el caos. El juego presenta un estilo visual caricaturesco, pero contiene grandes cantidades de sangre y sangre destinada a ser cómica y exagerada.

## Desarrollo
Inicialmente, el juego iba a ser lanzado como un juego descargable de WiiWare; sin embargo, los desafíos al tratar de encajar el juego dentro de las restricciones de tamaño del juego WiiWare de Nintendo habrían requerido un lanzamiento minorista basado en disco. En particular, High Voltage tuvo problemas para mantener las escenas cortadas y la gran cantidad de diálogos hablados intactos para el juego.
En 2011, High Voltage Software anunció que había cancelado el lanzamiento de Wii de Animales de la Muerte, y en cambio planeó lanzar el título en PC, PlayStation Network y Xbox Live Arcade, debido a que el hardware de Wii limitaba la cantidad de enemigos en la pantalla. y que los juegos lanzados en Xbox Live tienden a vender más que los de WiiWare.
El juego usa el motor de juego Quantum3, también utilizado en The Conduit and Conduit 2 de High Voltage.
High Voltage Software anunció más tarde que habían cancelado las versiones de PS3 y Xbox 360, y en su lugar iban a lanzarlo para iOS y Android.
El juego originalmente estaba programado para lanzarse el 18 de abril de 2013 para iOS, pero se retrasó hasta el 2 de mayo de 2013.